# كشف تشابه المحتوى

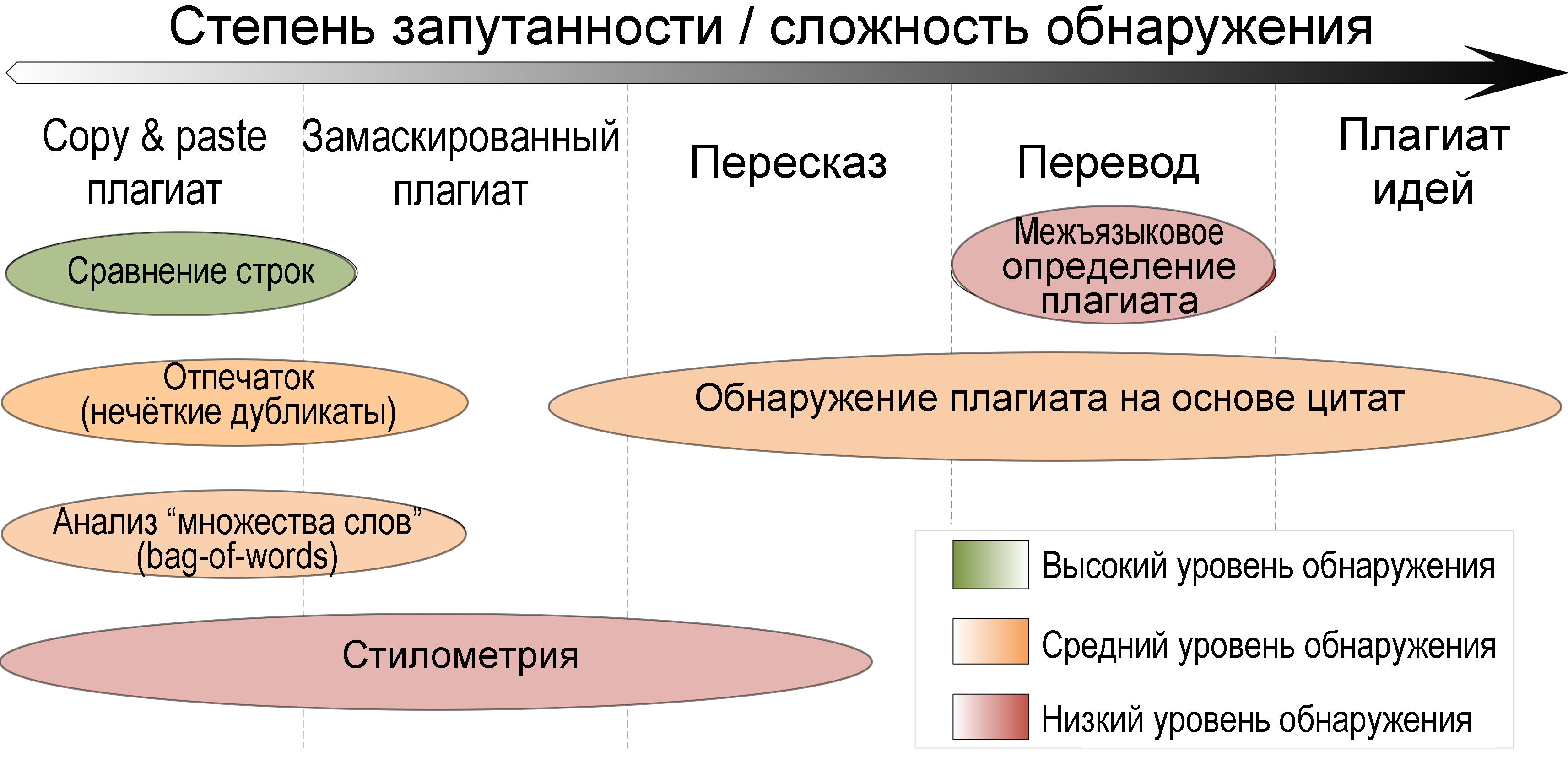
يلخص الشكل مدى ملاءمة أساليب الكشف عن الانتحال المختلفة اعتمادًا على شكل الانتحال.

كشف تشابه المحتوى أو الكشف عن الانتحال هو عملية تحديد حالات السرقة الفكرية أو انتهاك حقوق النشر أو الانتحال داخل عمل أو مستند. أدى الاستخدام الواسع لأجهزة الكمبيوتر وظهور الإنترنت إلى تسهيل سرقة أعمال الآخرين.